# フレア (Superflyの曲)
「フレア」は、Superflyのデジタル・ダウンロード・シングル。ワーナーミュージックジャパンからリリースされた。

## 概要
- デジタル・ダウンロード・シングルとしては、2015年の「White Light」以来約4年振り。2020年1月発売予定のアルバム「0」の先行シングル。
- 2019年9月から放送されたNHK 連続テレビ小説『スカーレット』の主題歌。
- 2019年、9月より開催されている『Superfly Arena Tour 2019 "0"』のアンコールにて披露されている。
- 2019年、11月1日よりiTunes Store、レコチョク等で音楽配信されているほか、朝7時半よりYouTubeにてMVがプレミア公開された。MVでは、1500本のロウソクをコマ送りで撮影された。
- 11月2日には、MVのメイキング映像が12時よりYouTubeにてプレミア公開された。
- iTunes Storeでは、通常盤とiTunesプレオーダー期間限定版があり、プレオーダー期間限定版では｢愛をこめて花束を｣のライブ映像がセットのほか、Tシャツが10名に当たるキャンペーンが開催された。
- 大晦日に紅白の舞台で歌唱した。
- 2021年4月4日に、ユニバーサルシグマへのレーベル移籍を発表したため、シングルとしてリリースされた作品としては移籍前最後となった。

## 収録曲
iTunes（通常盤）、レコチョク等
1. フレア
  - 作詞・作曲：越智志帆、編曲：島田昌典

iTunesプレオーダー期間限定版のみ
1. フレア
2. 愛をこめて花束を（Live from 「rockin'on presents ROCK IN JAPAN FESTIVAL 2018」） [ライブ映像]